# Club Camping
Club Camping (voorheen Camping Life) is een Vlaams televisieprogramma dat sinds 2007 wordt uitgezonden op de Vlaamse televisiezender VTM. In het programma wordt iedere week een camping binnen Europa bezocht. De presentator maakt hierbij kennis met gezinnen die kamperen en gaat met deze gezinnen gaat op stap om de omgeving te verkennen.
Het eerste seizoen werd gepresenteerd door Jan Van den Bossche en Elke Vanelderen. Vanaf het tweede seizoen presenteerde Jan het programma alleen. In het vijfde seizoen, dat wordt uitgezonden vanaf december 2011, is Jan vervangen door presentatrice Joyce Beullens.
Elke aflevering bestaat tevens uit een kookrubriek, waarin makkelijk te bereiden gerechten worden klaargemaakt. In de eerste vier seizoenen gebeurde dit door topkok Jeroen De Pauw. Vanaf seizoen 5 wordt telkens met een chef uit de bezochte streek gewerkt.
De campings zijn vaak onderdeel van Vacansoleil, een reisorganisatie en sponsor van het programma.